# Primer Imperio búlgaro
La denominación Primer Imperio búlgaro (en búlgaro: българьско цѣсарьствиѥ, bŭlgarлsko cěsarĭstvije) designa desde (681-864) y el zarato búlgaro (864-1018)— gobernados por una aristocracia de boyardos que reinaron a ambos lados del Bajo Danubio, sobre poblaciones eslavas, valacas, griegas, albanesas y otras ya cristianas.
Los búlgaros eran un pueblo belicoso, emparentado con los hunos. Ya en la primera mitad del siglo VII, bajo el gobierno del kanas Kurt (632-665), habían formado un reino al norte del mar Negro, que los bizantinos denominaban Magna Bulgaria. Después de la muerte de Kurt, el kanato se repartió entre sus hijos que, ante la presión de los jázaros y desoyendo los consejos de su padre de mantenerse unidos, se dispersaron: Batbayan, el mayor, quedó a cargo del Estado con una tercera parte de la población; otra parte se desplazó hacia el oriente —a la confluencia de los ríos Volga y Kama, donde llegarían a formar el estado de la Bulgaria del Volga— y otro grupo, de entre 500-800 000 personas, al mando del jan Asparukh, tercer hijo de Kubrat, se estableció en las tierras bajas de los ríos Danubio, Dniéster y Dniéper, aprovechando que Constantinopla estaba sitiada por las tropas de Muawiya I, califa omeya de Damasco (674-678). Desde allí, los protobúlgaros hostigaron a las guarniciones bizantinas y realizaron frecuentes expediciones de saqueo. Cuando concluyó el asedio en 680, el emperador bizantino Constantino IV (668-685) marchó en una expedición punitiva contra los protobúlgaros y sus aliados eslavos y los forzó a refugiarse en un campamento fortificado. El emperador abandonó la campaña por motivos de salud, el desaliento cundió entre sus filas y comenzaron las deserciones. Los hombres de Asparukh rompieron el bloqueo y derrotaron a las tropas enemigas en la batalla de Ongala en 681. Tras la victoria, Asparukh se dirigió rápidamente tierra adentro, conquistando las provincias bizantinas de Mesia y Escitia Menor (Dobruja), ampliando su reino hasta el interior de la península balcánica. Constantino IV se vio obligado a solicitar la paz y aceptar la existencia del nuevo estado búlgaro, pagándole un humillante tributo anual para evitar nuevas incursiones. Por ello, el año de 681 es considerado comúnmente la fecha de nacimiento de la moderna Bulgaria.
El sucesor de Asparukh, Tervel (r. 700/701-718/721), fijó las fronteras y consolidó su posición en los Balcanes, convirtiéndose en una gran potencia militar. Bulgaria entró en un período de varios siglos de relaciones a veces amistosas, pero en su mayoría hostiles, con el Imperio bizantino. Emergiendo como el principal adversario del Imperio bizantino en el norte, los búlgaros sin embargo salvaron a Constantinopla, especialmente durante el segundo asedio árabe de la capital imperial (717-718), cuando rompieron el asedio y tras derrotar a un ejército de 26 000 hombres dispersaron a los asaltantes, eliminando así la amenaza de una invasión árabe a gran escala hacia Europa Central y Oriental. Constantinopla, por su parte, ejerció una fuerte influencia cultural, arquitectónica, religiosa y literaria en Bulgaria.
Krum (r. 802-814), después de la desintegración del kanato ávaro, comenzó en 804 a expandir su territorio hacia el noroeste, hacia la llanura panónica. Posteriormente, los búlgaros pusieron fin al avance de los pechenegos y de los cumanos por el Danubio y obtuvieron una contundente victoria sobre los magiares en Budjak, lo que obligó a estos últimos a establecerse de forma permanente en la misma llanura de Panonia. Tras derrotar y asesinar al emperador bizantino Nicéforo I en la batalla de Pliska (811) Krum duplicó el territorio del país. También introdujo el primer código civil escrito, válido para los eslavos y protobúlgaros.
A finales del siglo IX y principios del X, el zar Simeón I (r. 893-927) logró una serie de victorias sobre los bizantinos, alcanzando el estado su apogeo tanto político como cultural. Su imperio, con capital en Preslav, se extendía desde el recodo del Danubio hasta el río Dniéper (en la actual Ucrania) y desde el mar Adriático hasta el mar Negro, dejando a los bizantinos solo las costas de las actuales Albania, Grecia y Tracia. Su plan, que estuvo cerca de ver realizado, era unificar bajo su poder las monarquías búlgara y bizantina. Los bizantinos reconocieron a Simeón el título de «César» (en búlgaro: Tzar es decir, 'emperador', de ahí el nombre del Primer «Imperio» búlgaro dado a su estado por la historiografía moderna). Después de la aniquilación del ejército bizantino en la batalla de Anquialo en 917, una de las batallas más sangrientas en la Edad Media, los búlgaros pusieron sitio a Constantinopla en 923 y 924. Tras la muerte del zar Simeón I, la decadencia de la autoridad real, las luchas dinásticas y los ataques externos de pueblos como croatas, magiares, pechenegos y serbios y  la propagación de la religión de los bogomilos fueron minando al estado búlgaro. Esto dio lugar a invasiones consecutivas por parte del Rus de Kiev y Bizancio, que terminaron con la toma de la capital, Preslav, por el ejército bizantino. En el mandato de Samuel (r. 997-1014), Bulgaria se recuperó un poco de estos ataques y logró vencer a Serbia, Bosnia y Doclea. Pero los bizantinos finalmente se recuperaron y en 1014, el emperador Basilio II, llamado Bulgaróctonos («matador de búlgaros») infligió una derrota aplastante a los búlgaros en la batalla del paso de Clidio y Samuel murió poco después de la batalla. En 1018, las últimas plazas fuertes de Bulgaria se habían rendido y el Primer Imperio búlgaro dejó de existir, siendo anexionado al Imperio romano de Oriente. Bulgaria permanecería bajo la autoridad de Constantinopla durante casi dos siglos, entre 1018 y 1185, cuando se fundaría el Segundo Imperio búlgaro.
Después de la adopción del cristianismo ortodoxo oriental en 864 tras la conversión del rey Boris I (r. 852-889), Bulgaria se convirtió, durante un cierto tiempo, en el centro cultural eslavo de Europa. Logró una brillante ósmosis entre sus diferentes componentes, adoptando el nombre de su nobleza fundadora (en búlgaro: България y en griego: Βουλγαρία, Bulgaria, nombre oficial del estado desde su fundación), la lengua de la mayoría eslava de sus súbditos y la fe cristiana del rito griego, una síntesis del tengrianismo y la mitología eslava que dio origen a un cristianismo nacional que influiría en sectas gnósticas surgidas en la región siglos posteriores. La adopción de la nueva fe implicó también la utilización del eslavo como lengua litúrgica y luego en la administración. La invención de dos nuevos alfabetos derivados del alfabeto griego adaptados a las lenguas eslavas, el glagolítico y el cirílico —desarrollado en las escuelas literarias de Preslav y Ohrid— contribuyó a que el antiguo búlgaro se convirtiera en la lingua franca de la Europa oriental y a que la literatura búlgara pronto comenzara a propagarse por el norte. La cristianización y la eslavización proporcionaron al Imperio búlgaro un área de influencia mayor. En 927 el Patriarcado de Bulgaria totalmente independiente, fue reconocido oficialmente. Posteriormente, como una reacción contra las influencias bizantinas en la iglesia, la influyente secta de los bogomilos nació en Bulgaria en la mitad del siglo X.

## Designación
El Primer Imperio búlgaro llegó a ser conocido simplemente como Bulgaria desde su reconocimiento por parte del Imperio bizantino en 681. Entre 681 y 864 el país también era conocido como el Janato Búlgaro (el gobernante máximo se denominaba khaan a veces transcrito como "jan" y otras veces sólo adaptado como "kan", de ahí que a veces según la fuente se denomina este estado "Janato" o "Kanato"). Algunos historiadores usan los términos de Bulgaria del Danubio o Kanato Búlgaro del Danubio con el fin de diferenciarlo de la Bulgaria del Volga que surgió de otro grupo búlgaro. Durante sus primeros años de existencia al país también se le llamaba Estado Búlgaro o Jaganato Búlgaro. Entre 864 y 917 o 927 el país se conocía como Principado de Bulgaria o Bulgaria Knyazhestvo. En la historiografía búlgara se refiere generalmente como el Primer Estado Búlgaro o Primer Zarismo Búlgaro (Imperio). En fuentes del idioma español el país es conocido a menudo como el Imperio búlgaro.
Creado como una unión entre protobúlgaros y eslavos, para protección mutua contra el Imperio bizantino al sur y los ávaros al noroeste. El Primer Imperio búlgaro era gobernado de acuerdo con la tradición protobúlgara por un kan. Los eslavos mantuvieron una significativa autonomía, y finalmente su lengua y tradiciones formaron la cultura búlgara y la gente de Bulgaria se convirtió en un país eslavo.

## Antecedentes
Durante el último período del Imperio romano, la zona de la Bulgaria contemporánea fue organizada en varias provincias: Escitia Menor, Moesia (Alta y Baja), Tracia, Macedonia, Dacia (sur del Danubio), Dardania, Ródope y Hemimont. Tenía una población mixta de getas y tracios. Durante las invasiones hunas de Europa central y oriental, grupos túrquicos llamados protobúlgaros se asentaron en la región. Varias oleadas de migraciones eslavas ocurrieron a lo largo del siglo VI y a principios del vii, hasta la completa eslavización lingüística de la región.

## Protobúlgaros

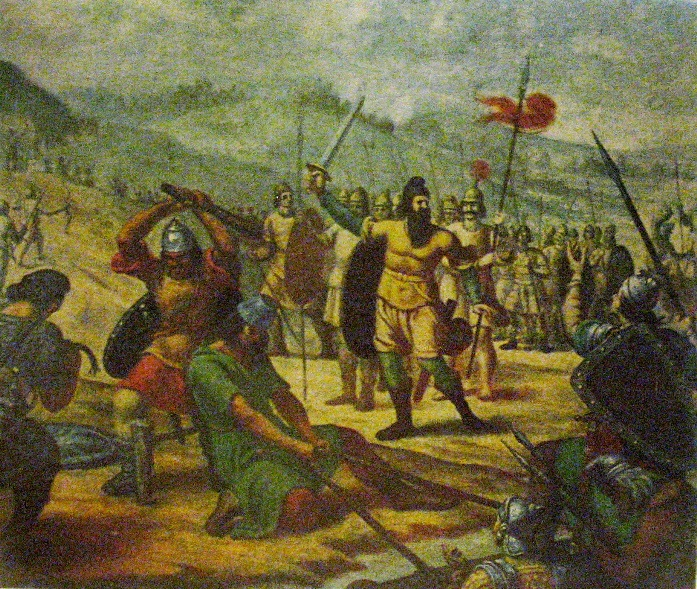
Asparukh cruza el Danubio y se asienta en Moesia (obra de Nikolai Pavlovich.

Se conoce poco de los orígenes de los protobúlgaros que llegaron a la península balcánica en el siglo VII (o —de acuerdo con algunas fuentes— incluso antes) porque durante el tiempo los protobúlgaros originales se mezclaron con la población local de lo que es la Bulgaria contemporánea.
La teoría establecida es que los protobúlgaros están relacionados con los hunos y se originaron en Asia central, pero su etnia no está totalmente clara. Claves de ello pueden ser encontradas en el avanzado calendario y el sistema de gobierno de los primeros búlgaros.
No obstante, la llamada «teoría huna» es apoyada todavía con vehemencia por algunos historiadores que basan su tesis en documentos existentes y fuentes. En la Nominalia de los kanes de Bulgaria, una copia tardía de un documento antiguo, está escrito que el primer regidor de los protobúlgaros fue Avitohol y el segundo Irnik. Irnik o Ernakh es el nombre del hijo más joven de Atila, por tanto algunos historiadores creen que Avitohol no era otro que Atila el huno.
Se asume que los protobúlgaros eran gobernados por kanes hereditarios. El único título similar encontrado hasta el momento el de kanasubigi y fue usado solo por cuatro de los regidores protobúlgaros, llamados Krum, Omurtag, Malamir y Presian, que eran respectivamente abuelo, hijo, nieto y sobrino de Malamir, y tras ellos el título desaparece. Otros títulos similares pero no reales fueron avalados entre la clase noble protobúlgara y éstos son kavján (vicejan), tarjan, y boritarjan. Comenzando desde ahí (si había un vicejan -kavján-, había un kan también) los eruditos asumen el título de kan para el primer líder protobúlgaro. Inscripciones tardías hablan de los arcontes (un título griego) y knyaz (un título eslavo).
Había varias (probablemente más de 100) familias aristocráticas cuyos miembros, llamados boila (bóyares) portaban títulos militares y formaban una clase gobernante. La religión de los protobúlgaros es desconocida, pero se supone que era monoteísta, venerando al dios túrquico del cielo Tangra. Hay sólo una mención sobre Tangra en una inscripción del siglo VIII cerca del Caballero de Madara. El resto de las fuentes hablan simplemente sobre Bog, que es palabra eslava y aria que corresponde a ‘dios’. De manera más confusa, algunos regidores protobúlgaros, renombrados por su persecución de los cristianos, son representados con símbolos cristianos. Existe una teoría de que los protobúlgaros eran arrianos. Además, los primeros lugares sagrados protobúlgaros mostraban el plan de dos cuadrados concéntricos, típicos de templos zoroástricos.

## Establecimiento del estado búlgaro

Bulgaria, a comienzos del.

Hay dos fechas diferentes para el año de establecimiento de la actual Bulgaria, según dos interpretaciones diferentes de la historia.
Según la primera teoría, una tribu protobúlgara liderada por el kan Asparukh de Bulgaria, se desplazó al oeste ocupando el sur de la actual Besarabia. Tras una victoriosa guerra contra los bizantinos en el año 680, el kanato de Asparuh conquistó Moesia y Dobrudja, y fue reconocido como estado independiente por el tratado firmado con los bizantinos en el año 681. Ese año es el que se considera como año de fundación de la actual Bulgaria.
Otra teoría considera que la Primitiva Gran Bulgaria, aunque sufrió grandes pérdidas territoriales por la acción de los jázaros, consiguió derrotarles a principios de la década de los 670, por lo que la fundación podría situarse en 632 en lugar de en 681.

### Afianzamiento en los Balcanes
Tras la decisiva victoria en Ongala en 680, los ejércitos protobúlgaros y eslavos avanzaron hacia el sur a través de los Balcanes, derrotando nuevamente a los bizantinos, que se vieron obligados a firmar un humillante tratado de paz reconociendo la existencia de un nuevo estado en las fronteras del Imperio, y obligándose a pagar un tributo anual a Bulgaria. Al mismo tiempo, la guerra contra los jázaros continuaba en el este y en 700, Asparuh falleció en combate contra ellos. Los búlgaros perdieron los territorios al este del río Dniéster, pero consiguieron retener las tierras al oeste. Búlgaros y eslavos firmaron un tratado acordando que la jefatura del Estado recaería sobre el kan de los búlgaros, que tendría la obligación de defender el estado contra Bizancio, mientras que los líderes eslavos conseguían un estatus autónomo, teniendo que proteger las fronteras del norte a lo largo de los Cárpatos contra los ávaros.
El sucesor de Asparuh, Tervel ayudó al depuesto Emperador Bizantino Justiniano II a recuperar su trono en 705. A cambio, recibió el área Zagore en el norte de Tracia, que constituyó la primera expansión territorial del país al sur de las montañas balcánicas. Sin embargo, tres años después, Justiniano intentó recuperar por la fuerza estas tierras, pero fue derrotado en la batalla de Anquialo (708).
En 716, Tervel firmó un importante acuerdo con Bizancio. Durante el Sitio de Constantinopla de 717-718 envió 50 000 hombres en ayuda de los sitiados. En la batalla decisiva, los búlgaros masacraron a 30 000 árabes y Tervel fue aclamado salvador de Europa por sus contemporáneos.

### Inestabilidad interna y lucha por la supervivencia
En el año 753 murió el kan Sevar que era el último descendiente del clan Dulo. Tras su muerte, el kanato cayó en una larga crisis política durante la que el país estuvo al borde de la destrucción. Durante un período de 15 años hubo 7 kanes diferentes, que fueron asesinados. Existían dos facciones principales: algunos nobles querían una guerra contra los bizantinos, mientras que otros buscaban una salida pacífica al conflicto. Esa inestabilidad fue usada por el emperador bizantino Constantino V (745-775) que lanzó nueve considerables campañas con el propósito de la eliminación de Bulgaria. En el año 763, derrotó al kan búlgaro Telets en Anquialo pero los bizantinos no fueron capaces de avanzar más al norte. En el año 775, el kan Telerig, tras engañar a Constantino V para revelarle aquellos a sus leales en la corte búlgara, ejecutó a todos los espías bizantinos en la capital Pliska. Bajo el mando de su sucesor Kardam, la guerra se tornó en favorable para los búlgaros, tras su victoria en la batalla de Marcelae en 792. Los bizantinos fueron derrotados y pagaron tributo a los kanes. Tras esta victoria, la crisis fue superada y Bulgaria entró en el nuevo siglo como un estado estable y consolidado.

### Expansión territorial

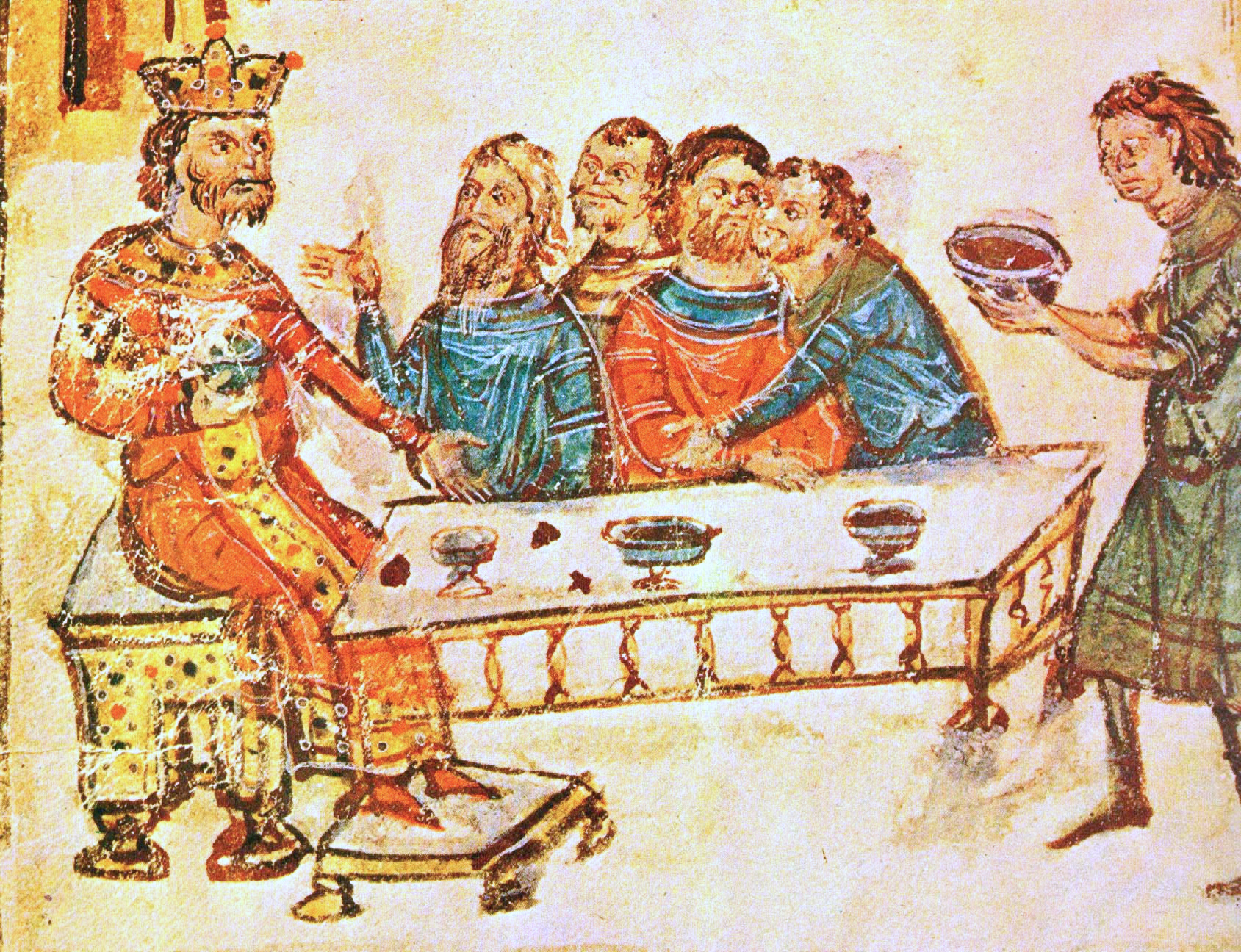
El kan Krum festeja con sus nobles tras la batalla de Pliska (811). Su sirviente (extremo derecho) trae la copa del cráneo del emperador Nicéforo I llena de vino.

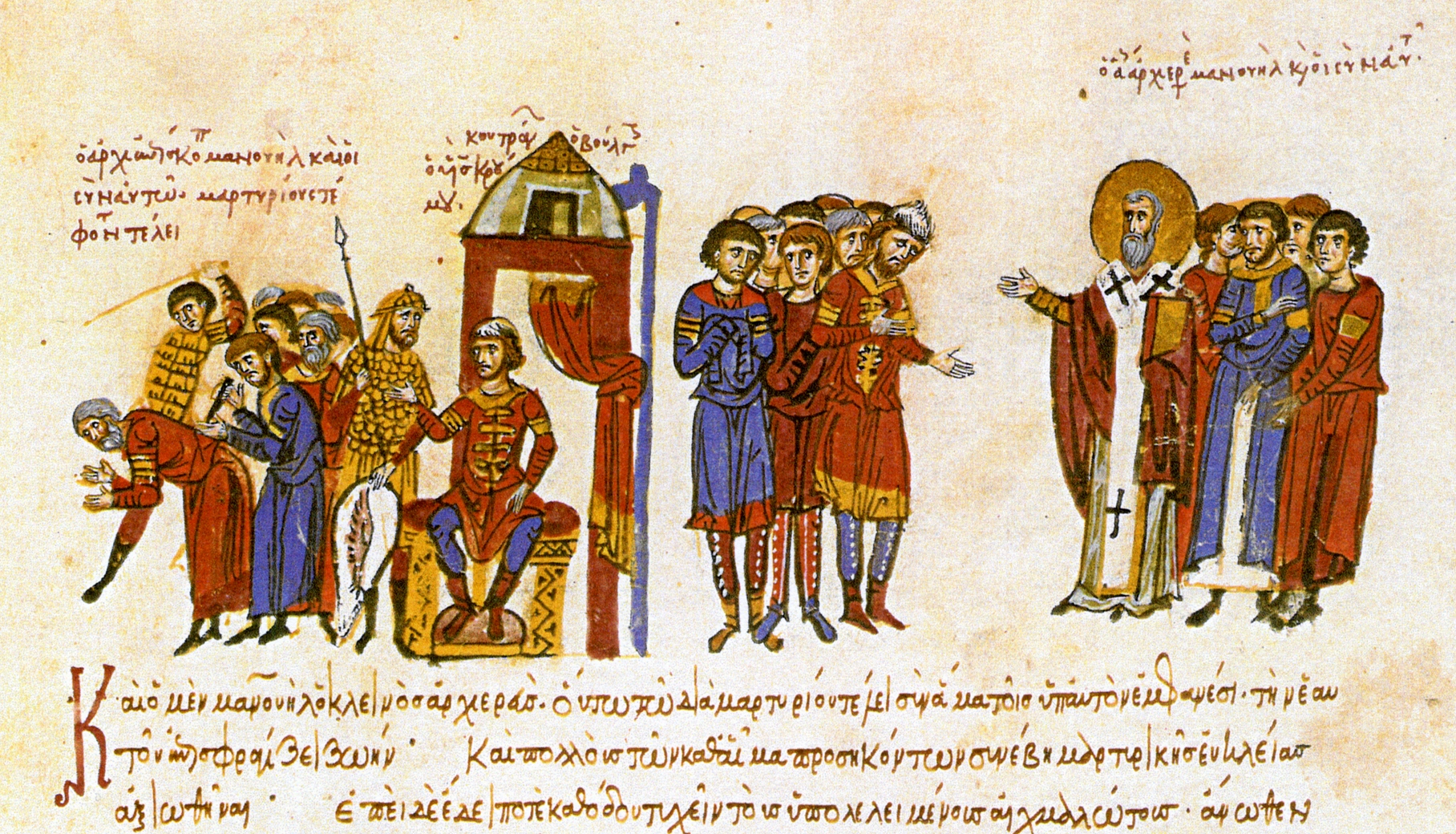
El kan Omurtag ordena la matanza de Cristianos.

Bajo el mandato del kan Krum (803-814), también conocido como Crummus y Keanus Magnus, Bulgaria se expandió hacia el norte y el sur, ocupando las tierras entre el Danubio medio y Moldavia, el territorio de la actual Rumania, Sofía en 809 y Adrianópolis (moderna Odrin) en 813, llegando a amenazar la propia Constantinopla. Entre 804 y 806, los ejércitos búlgaros eliminaron el Kanato ávaro y alcanzaron las fronteras danubianas del Imperio franco. En 811, un gran ejército bizantino fue derrotado en la decisiva batalla del paso de Varbitsa o batalla de Pliska. El emperador bizantino Nicéforo I resultó muerto junto con la mayor parte de sus tropas, y su calavera fue usada como copa para beber. Krum tomó entonces la iniciativa y llevó la guerra hacia Tracia, derrotando nuevamente a los bizantinos en la batalla de Versinikia en 813. Tras un intento de asesinato bizantino durante las negociaciones, Krum saqueó Tracia, capturando Odrin y trasladando a sus 10 000 habitantes a las "tierras búlgaras más allá del Danubio", tras lo que comenzó los preparativos para asaltar Constantinopla: se construyeron 5000 carros para transportar el material de asedio, mientras los bizantinos llegaron a solicitar la ayuda del Emperador franco Luis el Piadoso. Sin embargo, la súbita muerte de Krum detuvo la campaña

Bulgaria a la muerte del kan Krum en 814.

El nuevo kan Omurtag (814-831) firmó un tratado de paz con los bizantinos por 30 años, permitiendo a ambas economías recuperarse tras los convulsos años anteriores. Durante el gobierno de Omurtag, las fronteras noroeste con los francos se consolidaron en torno al año 827. Se levantaron numerosas construcciones en la capital, Pliska, entre las que destacan magníficos palacios, templos paganos, la residencia del gobernante, fortaleza, ciudadela y baños, principalmente en piedra y ladrillo.
Durante el breve reinado de Malamir (831-836) la ciudad de Plovdiv fue anexionada al país. Bajo el kan Presian I de Bulgaria (836-852) los búlgaros conquistaron gran parte de Macedonia y sus posesiones llegaron hasta el mar Adriático y el mar Egeo. Los historiadores bizantinos no mencionan ninguna resistencia a esta expansión búlgara, lo que nos lleva a la conclusión de que fue mayormente pacífica. Entre 839 y 842 los búlgaros iniciaron una guerra contra los serbios, pero no lograron ningún avance en esos tres años.

### Asimilación de protobúlgaros y eslavos
Se asume generalmente que los protobúlgaros eran una minoría entre la población eslava que vivía previamente en la zona colonizada. Entre los siglos vii y x, los protobúlgaros fueron progresivamente asimilados por los eslavos, adoptando una lengua búlgaro-eslava y convirtiéndose al cristianismo según el rito bizantino bajo el mandato de Boris I de Bulgaria en 864. En esa época, el proceso de absorción de la antigua población tracia romanizada del sur del Danubio había acabado de conformar la formación de esta nueva etnia.

## Bulgaria bajo Boris I

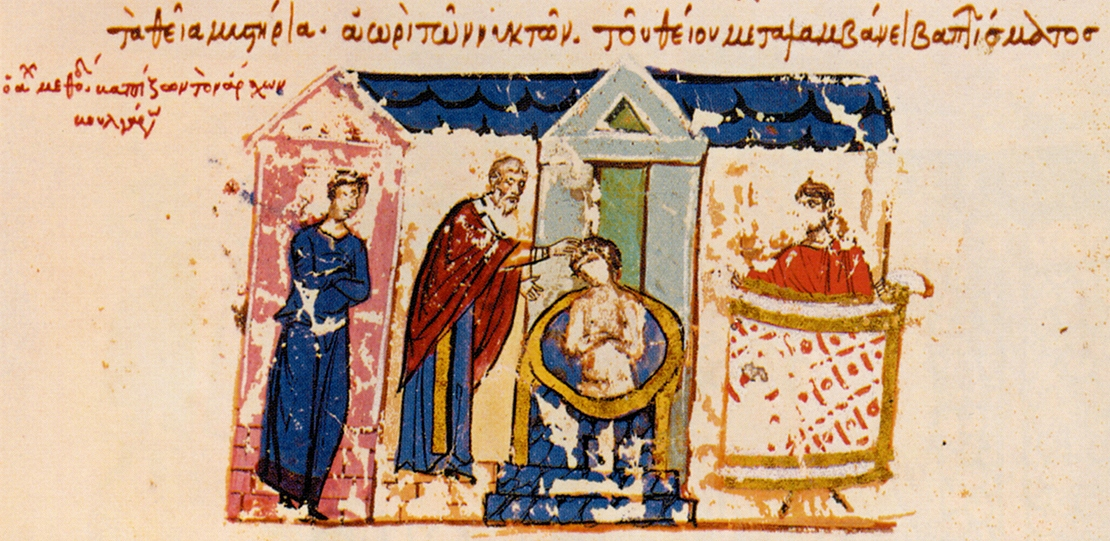
Bautismo en 864 Boris I, conversión de Bulgaria al cristianismo ortodoxo oriental.

El reinado de Boris I (852-889) empezó con numerosos contratiempos. Durante diez años el estado luchó contra los imperios bizantino y carolingio, la Gran Moravia, los croatas y los serbios.

### Cristianización
En el año 864 los bizantinos bajo el mando de Miguel III invadieron Bulgaria ante las sospechas de que el kan Boris I pudiera estar dispuesto a aceptar el cristianismo según el rito occidental. Al tener conocimiento de la invasión, Boris I comenzó las negociaciones de paz. Los bizantinos devolvieron algunas tierras en Macedonia a condición de que los búlgaros adoptasen la fe cristiana de mano de Constantinopla, propuesta que fue aceptada por Boris, que fue bautizado en septiembre de 865, tomando el nombre de su padrino, el emperador bizantino Miguel. El título pagano «Khan» fue abolido y reemplazado por el de «knyaz». Sin embargo, el motivo último de la conversión no fue la invasión bizantina. Boris I era un hombre con visión de estado, y anticipó perfectamente que la introducción de una religión única completaría la consolidación del emergente estado búlgaro, que aún estaba dividido por cuestiones religiosas. Sabía también que Bulgaria no era un estado que contara con el pleno respeto de las potencias cristianas, y que los tratados que se firmaran con ellas podían ser violados aduciendo motivos religiosos.
El objetivo de los bizantinos era lograr a través de la paz lo que habían sido incapaces de lograr tras más de doscientos años de guerras: absorber lentamente a Bulgaria a través de la religión y convertirla en un estado satélite del Imperio, ya que los altos puestos de la jerarquía de la recién fundada Iglesia de Bulgaria recaerían, como era natural, en bizantinos que predicaban en griego. Consciente de ello, Boris envió una delegación a Roma, expresando al papa Nicolás I su deseo de abrazar los ritos occidentales, junto con otras 115 cuestiones. El gobernante búlgaro intentaba de esta forma aprovecharse de la rivalidad existente entre Roma y Constantinopla para lograr el establecimiento de una iglesia búlgara independiente, evitando así que ningún otro país pudiera adquirir poder político en Bulgaria a través del control de la iglesia. La extensa respuesta papal fue enviada a Boris junto con dos obispos designados para facilitar la conversión del pueblo búlgaro. Sin embargo, al igual que Constantinopla, ni Nicolás I ni su sucesor Adrián II estaban dispuestos a reconocer una iglesia autónoma.
No obstante, el acercamiento de Bulgaria a Roma tuvo el efecto de suavizar la posición bizantina y hacerla mucho más conciliadora. En 870 durante el Cuarto Concilio de Constantinopla, la Iglesia de Bulgaria fue reconocida como Iglesia ortodoxa autónoma bajo la dirección suprema del Patriarca de Constantinopla.

### Sistema eslavo de escritura
Aunque el Knyaz búlgaro consiguió finalmente asegurar la autonomía de su iglesia, el alto clero y los libros teológicos usaban aún el griego, lo que dificultaba la conversión del pueblo llano a la nueva religión. Entre 860 y 863 los monjes bizantinos de origen griego San Cirilo y San Metodio crearon el alfabeto glagolítico, el primer alfabeto eslavo, por orden del emperador bizantino, con el propósito de convertir la Gran Moravia al cristianismo ortodoxo. Sin embargo, sus intentos fracasaron y en 886 sus discípulos Clemente de Ohrid, Naum de Preslav y Angelarius, que habían sido expulsados de la Gran Moravia, llegaron a Bulgaria, donde Boris I les brindó una calurosa acogida. El Knyaz les encomendó la creación de dos academias teológicas donde se instruiría al clero búlgaro en lengua vernácula. Clemente fue enviado a Ohrid en el suroeste de Bulgaria, donde enseñó a 3500 alumnos entre 886 y 893. Naum fundó una escuela literaria en Pliska, la capital, trasladada luego a la nueva capital Preslav. En 893, Bulgaria adoptó el alfabeto glagolítico y el antiguo eslavo eclesiástico (antiguo búlgaro) como lengua oficial de la iglesia y el estado, expulsando al clero bizantino. A comienzos del siglo X la Escuela Literaria de Preslav creó el alfabeto cirílico.

## Edad de Oro

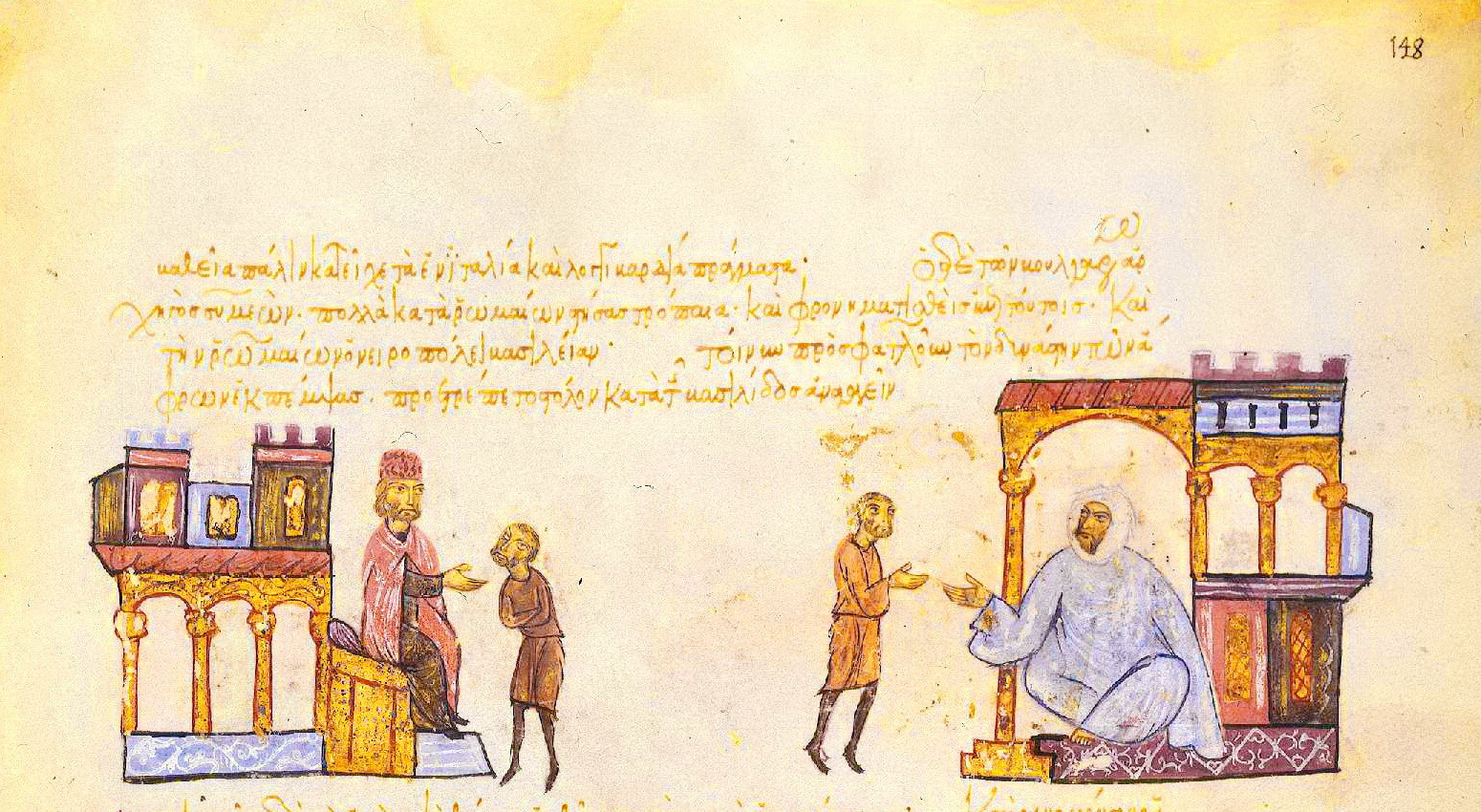
Simeón envía delegados al Califato fatimí para formar una alianza contra los Bizantinos. Ambos bandos estaban cerca del acuerdo, pero los delegados búlgaros fueron capturados durante su viaje de regreso por los bizantinos, que consiguieron evitar la alianza con los árabes.

Entre finales del siglo IX y comienzos del siglo X, Bulgaria se extendió por el Epiro y Tesalónica al sur, por Bosnia al oeste y consiguió controlar el territorio de la actual Rumanía y el norte de la Hungría oriental. Con el apoyo Bizantino, se formó un estado serbio a mediados del siglo IX como respuesta a la expansión búlgara al oeste del río Morava.
A caballo entre Bulgaria y Bizancio, los gobernantes serbios consiguieron resistir varias invasiones búlgaras hasta 924, cuando Serbia quedó completamente subordinada al general y posiblemente conde de Sofía Marmais. Bajo el Zar Simeón I de Bulgaria, Simeón el Grande, que había sido educado en la corte bizantina, Bulgaria se convirtió nuevamente en una grave amenaza para el Imperio bizantino, alcanzando su máxima extensión territorial. Simeón esperaba tomar Constantinopla, y lanzó varias campañas contra Bizancio a lo largo de su reinado (893-927). Al final de su vida, la frontera sur de Bulgaria alcanzaba el Peloponeso. Simeón se proclamó a sí mismo "Emperador (Zar) de los Búlgaros y Autócrata de los Griegos", un título que fue reconocido por el papa pero, obviamente, no por el Emperador Bizantino ni por el Patriarca de Constantinopla de la Iglesia ortodoxa. Únicamente al final de su reinado fue reconocido como "Emperador de los Búlgaros" por el Emperador de Bizancio y el Patriarca.
Entre 894 y 896 derrotó a los Bizantinos y a sus aliados, los Magiares en la denominada "Guerra comercial", ya que el pretexto para la guerra había sido el desplazamiento del mercado búlgaro desde Constantinopla a Salónica. En la decisiva batalla de Bulgarófigo, los bizantinos fueron derrotados y la guerra llegó a su fin con un acuerdo favorable a Bulgaria, aunque Simeón rompió la tregua frecuentemente. En 904 capturó Solun, que había sido saqueada previamente por los árabes y la devolvió a manos bizantinas sólo tras haber recibido todas las zonas habitadas por eslavos en Macedonia y 20 fortalezas situadas en Albania, incluyendo la importante población de Drach.
Tras la incertidumbre que siguió en Bizancio a la muerte del emperador Alejandro en 913, Simeón invadió la Tracia Bizantina, pero detuvo sus tropas a cambio del reconocimiento oficial como Emperador y de casar a su hija con el emperador niño Constantino VII. Tras un complot en la corte Bizantina, la emperatriz Zoe rechazó el matrimonio y sus títulos y ambos bandos se prepararon para la batalla decisiva. En 917 Simeón consiguió desbaratar todos los intentos de su enemigo de aliarse con los magiares, los pechenegos y los serbios, y los bizantinos tuvieron que presentar batalla sin ayuda. El 20 de agosto, los dos ejércitos se enfrentaron en la Anquialo, una de las mayores batallas de la Edad Media. Los Bizantinos sufrieron una derrota sin precedentes, perdiendo 70 000 soldados en el campo de batalla. Tras esta victoria, las fuerzas búlgaras prosiguieron su avance, derrotando a los restos del ejército bizantino en Katasyrtai. Sin embargo, Constantinopla fue salvada en última instancia por un ataque serbio desde el oeste; los serbios fueron derrotados, pero el enfrentamiento permitió al almirante bizantino Romanos Lacapeno ganar un tiempo precioso para preparar la defensa de la ciudad. Durante la siguiente década, los búlgaros se apropiaron de toda la península balcánica con la excepción de Constantinopla y del Peloponeso.

## Decadencia

### Sucesores de Simeón

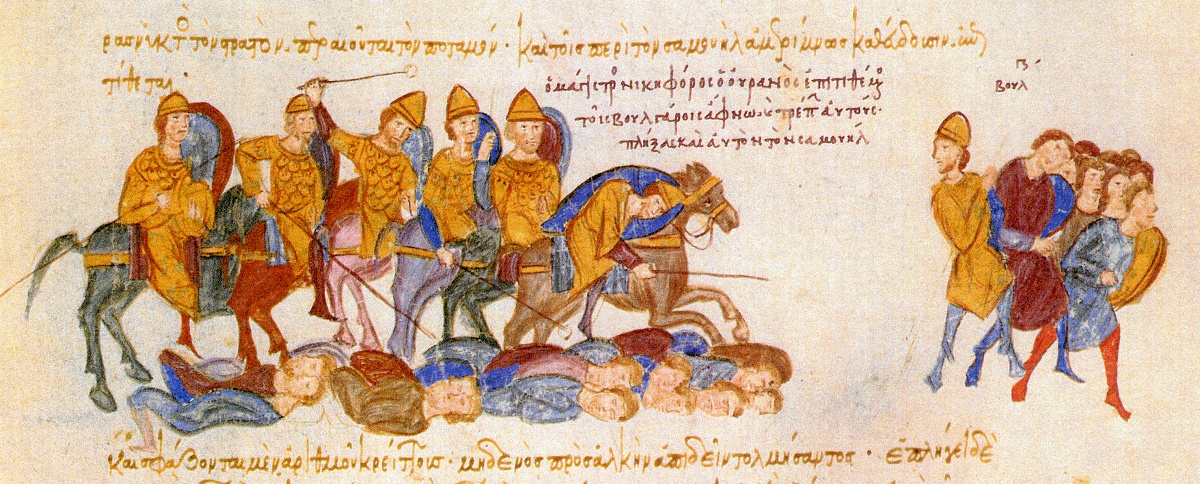
La caballería bizantina pone en fuga a los búlgaros tras la batalla del Esperqueo (997), inicio del fin del Primer Imprerio búlgaro. Crónica de Juan Skylitzes,.

El Imperio búlgaro durante el reinado de Iván Asen.

Tras la muerte de Simeón el poderío búlgaro comenzó a declinar. En un tratado de paz datado en 927, los bizantinos reconocían oficialmente el título imperial de Pedro I, sucesor e hijo de Simeón, y el Patriarcado de Bulgaria. Esta paz con Bizancio no trajo, sin embargo, la prosperidad a Bulgaria. Los primeros años del nuevo emperador fueron turbulentos, con constantes enfrentamientos con sus hermanos, teniendo que reconocer la independencia de Rascia durante la década de los 930. Sin embargo, el golpe más fuerte llegaría del norte: entre 934 y 965, el país sufrió cinco invasiones magiares. En 944, Bulgaria fue atacada por los Pechenegos, que saquearon las regiones septentrionales del Imperio. Bajo los mandatos de Pedro I y de Boris II, la herejía de los Bogomilos dividió religiosamente a la nación búlgara.
En 968, el país fue atacado por la Rus de Kiev, cuyo líder, Sviatoslav I, conquistó la capital Preslav y estableció su capital en Preslavets. Tres años después, el emperador bizantino Juan I Tzimisces intervino en la contienda y derrotó a Sviatoslav durante el Sitio de Dorostolon. Después de eso, Boris II fue solemnemente destronado en Constantinopla y Bulgaria oriental se convirtió en un protectorado del Imperio.

### Lucha por la independencia
Tras la intervención bizantina, las tierras al oeste del río Iskar permanecieron libres y los hermanos Cometopuli encabezaron la resistencia contra las fuerzas imperiales. Hacia 976, el cuarto de los hermanos, Samuel, consiguió concentrar todo el poder tras la muerte de sus hermanos mayores. Cuando el legítimo heredero al trono Romano de Bulgaria escapó del cautiverio en Constantinopla, fue reconocido emperador por Samuel en Vidin, convirtiéndose este último en general en jefe del ejército búlgaro. Gran militar y notable político, logró cambiar la fortuna de los búlgaros. El nuevo emperador bizantino Basilio II fue derrotado en la batalla de las Puertas de Trajano en 986 y escapó por muy poco. Cinco años más tarde, eliminaría el estado Serbio. En 997, tras la muerte de Romano, que era el último descendiente de la dinastía Krum, Samuel fue proclamado emperador. Sin embargo, en 1001, la guerra se decantaba en favor de los bizantinos, que habían conseguido capturar las antiguas capitales de Pliska y Preslav y que, a partir de 1004, comenzaron a realizar campañas anuales contra Bulgaria. La guerra entre Bulgaria y el recientemente creado Reino de Hungría, facilitaba aún más estas campañas, y finalmente, en 1014, Basilio II derrotó a los ejércitos del zar Samuel en la batalla de Clidio y masacró a miles de ellos, lo que le valió el apodo de "Matador de búlgaros" (Voulgaroktonos). Ordenó cegar y enviar de vuelta a sus hogares a 14 000 prisioneros. Cuando Samuel vio el estado en que sus ejércitos regresaban, sufrió un ataque al corazón y falleció. En 1018, Bulgaria había quedado sometida a Bizancio prácticamente en su totalidad.

## Cultura
El patrimonio cultural del Primer Imperio búlgaro se define generalmente en la historiografía búlgara como la cultura Pliska-Preslav el nombre de las dos primeras capitales Pliska y Preslav donde se concentran la mayoría de los monumentos supervivientes . Muchos monumentos de ese período se han encontrado alrededor de Madara, Shumen, Novi Pazar, el pueblo de Han Krum en el noreste de Bulgaria, así como en el territorio de la actual Rumanía, donde los arqueólogos rumanos llamaron cultura Dridu a los restos dejados por el Primer Imperio, que fue descubierta en el sur de Besarabia, ahora dividida entre Ucrania y Moldavia.

### Arquitectura
La característica más importante de la arcaica arquitectura búlgara fue la construcción monumental conocida por los romanos, pero que no fue utilizada en el Imperio bizantino de la época. Había dos tipos principales de construcción empleados en los edificios de Pliska. Para el primero los materiales de construcción fueron la madera y el ladrillo. El segundo tipo eran construcciones de muros defensivos con grandes bloques de piedra caliza tallada unidas con yeso. El mismo método se utilizó en la construcción de la fortaleza de Preslav, el campamento militar en Han Krum, el palacio de caza en Madara o en la fortaleza en la isla de Păcuiul lui Soare. Las fortalezas estaban situadas principalmente en las llanuras a diferencia de los construidos durante el Segundo Imperio búlgaro.
Después de la adopción del cristianismo en 864 hubo construcciones masivas de iglesias y monasterios en todo el Imperio como la Gran Basílica de Pliska que fue una de las estructuras más grandes de la época con su longitud de 99 metros y la espléndida iglesia de Oro en Preslav. Las iglesias construidas durante ese período fueron en su mayoría de tres naves. La capital búlgara también fue famosa por la cerámica que adornaba los edificios públicos y religiosos. Bonitas imágenes y los altares de las iglesias eran de baldosas de cerámicas especiales. Había numerosos talleres de orfebres y plateros que producían joyería fina.
Debido a su situación geográfica y al momento político en el que se encontraba, también destacan en la arquitectura estructuras defensivas como la fortaleza en Vidin llamada Baba Vida.

### Cerámica

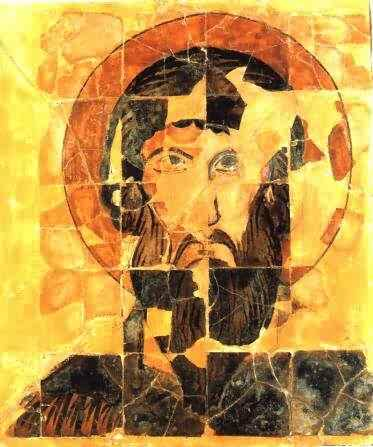
Imagen de cerámica de San Teodoro, Preslav, c. 900, Museo Arqueológico Nacional, Sofía.

Una de las características más famosas de la cultura Pliska-Preslav fue la decoración de palacios e iglesias con placas de cerámica lacada, lo que puede indicar una influencia (árabe) del Cercano Oriente. Las placas de cerámica fueron pintadas en su mayoría con elementos geométricos o vegetales, mientras que unos pocos se caracterizan por representaciones de santos. Entre las más notables de este último tipo está la Imagen de San Teodoro, que se encuentra en las ruinas del Monasterio de San Panteleimon en las afueras de Preslav. Los azulejos feran planos o tubulares, y se organizaron para formar frisos de motivos repetidos. Debido a la destrucción de Pliska y Preslav solo han sobrevivido fragmentos y detalles de esta decoración cerámica . La mayoría de los hallazgos de azulejos, así como la evidencia arqueológica de los talleres de producción de ellos, provienen de Preslav y la región circundante (principalmente el pueblo de Patleina).
Las principales fuentes para el uso doméstico de la cerámica búlgara están orientadas en las necrópolis de Novi Pazar, Devnya y Varna. Los vasos se hacían con un torno de alfarero, a diferencia de la práctica eslava .  Para el recocido de la cerámica se utilizaron Hornos de dos plantas . La forma y la decoración de la cerámica búlgara arcaica fueron similares a la encontrada en el norte del Cáucaso, Crimea y las costas del mar de Azov.

### Literatura
La literatura búlgara es la más antigua literatura eslava. Los misioneros de Tesalónica, Cirilo y Metodio, idearon el alfabeto glagolítico, que fue aprobado en el Imperio búlgaro alrededor de 886. El alfabeto y la antigua lengua búlgara dieron lugar a una rica actividad literaria y cultural en torno a las escuelas de Preslav y Ohrid, creado por orden de Boris I en 886. A principios del siglo X, un nuevo alfabeto, el alfabeto cirílico fue desarrollado sobre la base de la cursiva griega y glagolítica en la Escuela literaria de Preslav. De acuerdo con una teoría alternativa, el alfabeto fue ideado en la Escuela literaria de Ohrid por San Clemente de Ohrid, un erudito búlgaro y discípulo de Cirilo y Metodio. Un monje ermitaño y piadoso San Iván de Rila (Iván Rilski, 876-946), se convirtió en el santo patrono de Bulgaria.
Durante el reinado de Simeón se reunieron muchos eruditos en su corte que tradujeron enormes cantidades de libros del griego y escribieron muchas obras nuevas. Entre las figuras más prominentes fueron Constantino de Preslav, Juan el Exarca y Cernorizec Hrabar que algunos historiadores creen que fue el mismo Simeón. Cernorizec Hrabar escribió su popular obra La Cuenta de Notas, Clemente de Ohrid trabajó como traductor del griego y se le acreditan varios libros religiosos importantes, Juan el Exarca escribió su Shestodnev y traducido como El Cristianismo Ortodoxo por Juan de Damasco, Naum de Preslav también tuvo una importante contribución. Los eruditos búlgaros y sus obras influyeron en la mayor parte del mundo eslavo, extendiendo el antiguo eslavo eclesiástico, el alfabeto cirílico y glagolítico a la Rus de Kiev, la Serbia medieval y la Croacia medieval.

## Religión
Después de la creación del estado búlgaro los búlgaros y los eslavos continuaron practicando sus religiones indígenas. La religión búlgara fue monoteísta y creían en Tangra, el Dios del cielo. Cuando Omurtag y León V el Armenio llegaron a la conclusión de un tratado de paz en 815, el emperador bizantino tuvo que hacer un juramento de acuerdo con las tradiciones búlgaras. Los historiadores bizantinos registran que el gobernante "más cristiano" tuvo que realizar diversos ritos paganos como los de cortar perros y usarlos como testigos para su juramento. Los eslavos adoraban a numerosos dioses. Su dios supremo era Perun. Hay evidencias de que el cristianismo siguió siendo generalizado en Bulgaria durante los primeros 150 años de existencia del estado.
A mediados del siglo IX Boris decidió adoptar el cristianismo con el fin de unir firmemente la población del país.